# Eurobet
Eurobet è un concessionario di gioco, parte del gruppo inglese Entain con sede legale a Roma.

## Storia
Nel 1999 il piccolo sito internet di scommesse online Eurobet venne acquistato dal gruppo Coral (antico bookmaker britannico nato nel 1926) che cambiò il proprio nome in Coral Eurobet, nel 2005 avvenne la fusione con il Gala Bingo che portò la creazione dell'attuale gruppo di cui fa parte Eurobet.
Nel 2007 entrò nel mercato italiano e in quello cinese con il brand Eurobet divenendo subito uno dei bookmaker più conosciuti a livello nazionale. Attualmente il gruppo opera in vari Paesi del mondo, oltre alle scommesse sportive offre poker, casinò e giochi on-line.
Inoltre è stato sponsor ufficiale di club calcistici come il Genoa (dal 2006 al 2009), il Palermo (dal 2009 al 2013) e della Serie B 2013-2014 (quest'ultima, rinominata Serie B Eurobet).
Per la stagione calcistica 2017-2018 Eurobet è Betting Partner dei seguenti club di Serie A: S.S. Lazio, U.C. Sampdoria, Udinese Calcio, Cagliari Calcio e Genoa CFC.
Anche nella stagione calcistica 2022-2023, Eurobet agisce come premium partner dell'Udinese Calcio tramite il loro prodotto Eurobet.live.
Il 28 Marzo 2018 GVC Holdings Group plc operatore di gioco d'azzardo online.
Attualmente Eurobet conta più di 900 ricevitorie sparse in tutto il territorio italiano.

## Testimonial
Per la stagione 2022-2023 il testimonial delle campagne pubblicitarie è Luca Toni.